# Rusera
Rusera är en ort i Indien.   Den ligger i distriktet Samastīpur och delstaten Bihar, i den nordöstra delen av landet, 900 km öster om huvudstaden New Delhi. Rusera ligger 52 meter över havet och antalet invånare är 28 781.
Terrängen runt Rusera är mycket platt. Runt Rusera är det mycket tätbefolkat, med 1 313 invånare per kvadratkilometer. Det finns inga andra samhällen i närheten. Trakten runt Rusera består till största delen av jordbruksmark.